# Anioł (Neon Genesis Evangelion)
Anioły – istoty występujące w anime Neon Genesis Evangelion, atakujące Tokyo-3 przez większość serii. Pomimo tego samego pochodzenia (potomstwo Adama), nie mają wspólnej formy. Wszystkie posiadają Pola AT o różnej sile, Moduł S² i Jądro (czerwona kula, zazwyczaj umiejscowiona w torsie). Odpowiednie uszkodzenie jądra zabija Anioła. Anioły są blisko związane z ludźmi, posiadając 99,89% ludzkiego DNA. Są identyfikowane przez "niebieski" wzorzec krwi. Reprezentują inną możliwą ścieżkę ewolucyjną, jaką mogła obrać ludzkość.
W języku japońskim słowo używane do określania Anioła to "orędownik, apostoł" (jap. 使徒 shito), a nie "anioł" (jap. 天使 tenshi). Tłumaczenie słowa shito na „anioł” zostało określone przez Gainax.
W mangowej adaptacji Neon Genesis Evangelion niektóre Anioły (Sandalphon, Matariel, Iruel i Leliel) zostały pominięte (Gaghiel pojawia się tylko na kilku stronach). Wyłączając ludzkość, pozostaje 13 więc Aniołów (13 Apostołów).
Poniżej znajduje się lista Aniołów występujących w anime. 

## Adam
Pierwszy Anioł (Anioł Życia, z którego narodził się Owoc Życia) to Adam (jap. アダム Adamu), mający wygląd dużej świetlistej istoty. Przypomina Evangeliony, które z niego powstały. Po wykonanym na nim eksperymencie na Antarktydzie powoduje Drugie Uderzenie, zabijając połowę ludzkości i zmieniając klimat, a potem powraca on do stanu embrionalnego. W roku 2015, Ryoji Kaji przewozi Adama w stanie embrionalnym do komendanta NERVu – Ikariego Gendo, który wszczepia go sobie w prawą dłoń.
Imię Adam pochodzi z Biblijnej Księgi Rodzaju z fragmentów opowiadających o Adamie i Ewie.

## Lilith
Drugi Anioł (w kolejności identyfikacji) to Lilith (jap. リリス Ririsu). Lilith to matka całej ludzkości (dlatego Kaworu mówi o ludzkości „Lilim”). Jest ona zabezpieczona w miejscu zwanym Terminal Dogma przybita gwoździami do krzyża i przebita Włócznią Longinusa. Kaji i Misato mylą tę postać z Adamem, dopiero Kaworu odsłania jej prawdziwą tożsamość w 24 odcinku. Rei i jej klony są prawdopodobne stworzone z tej samej materii co Lilith. Jednostka 01 także powstała z Lilith zamiast z Adama (tak jak inne jednostki); to wyjaśnia specjalne traktowanie tej jednostki przez Gendo Ikariego i NERV. Płyn LCL używany do dotleniania pilotów w ich Entry Plugach to krew Lilith, która wypływa z nieuleczalnej rany. Twarz Lilith jest zakryta maską przedstawiającą siedem oczu Boga. Projekt maski służy również jako logo SEELE.
Lilith przybyła na Ziemię podczas Pierwszego Uderzenia, wiele milionów lat przed wydarzeniami mangi i anime. Była uśpiona w jaskini, do której dokopał się NERV i przemienił na Terminal Dogma. 
Jest ona znana jako Anioł Wiedzy, z którego narodził się Owoc Wiedzy. W mitologii hebrajskiej Lilith była pierwszą żoną Adama, a potem pierwszym wampirem.

## Sachiel
Sachiel (jap. サキエル Sakieru),  to trzeci Anioł i pierwszy, który atakuje Tokyo-3. Zostaje dotkliwie uszkodzony podczas „berserku” Jednostki 01, przed dokonaniem samozniszczenia. Sachiel jest wyposażony w potężny podmuch energii o dużym zasięgu, za pomocą którego z powodzeniem przebił się do GeoFrontu, oraz dwa energetyczne pazury, wysuwające mu się z rąk. 

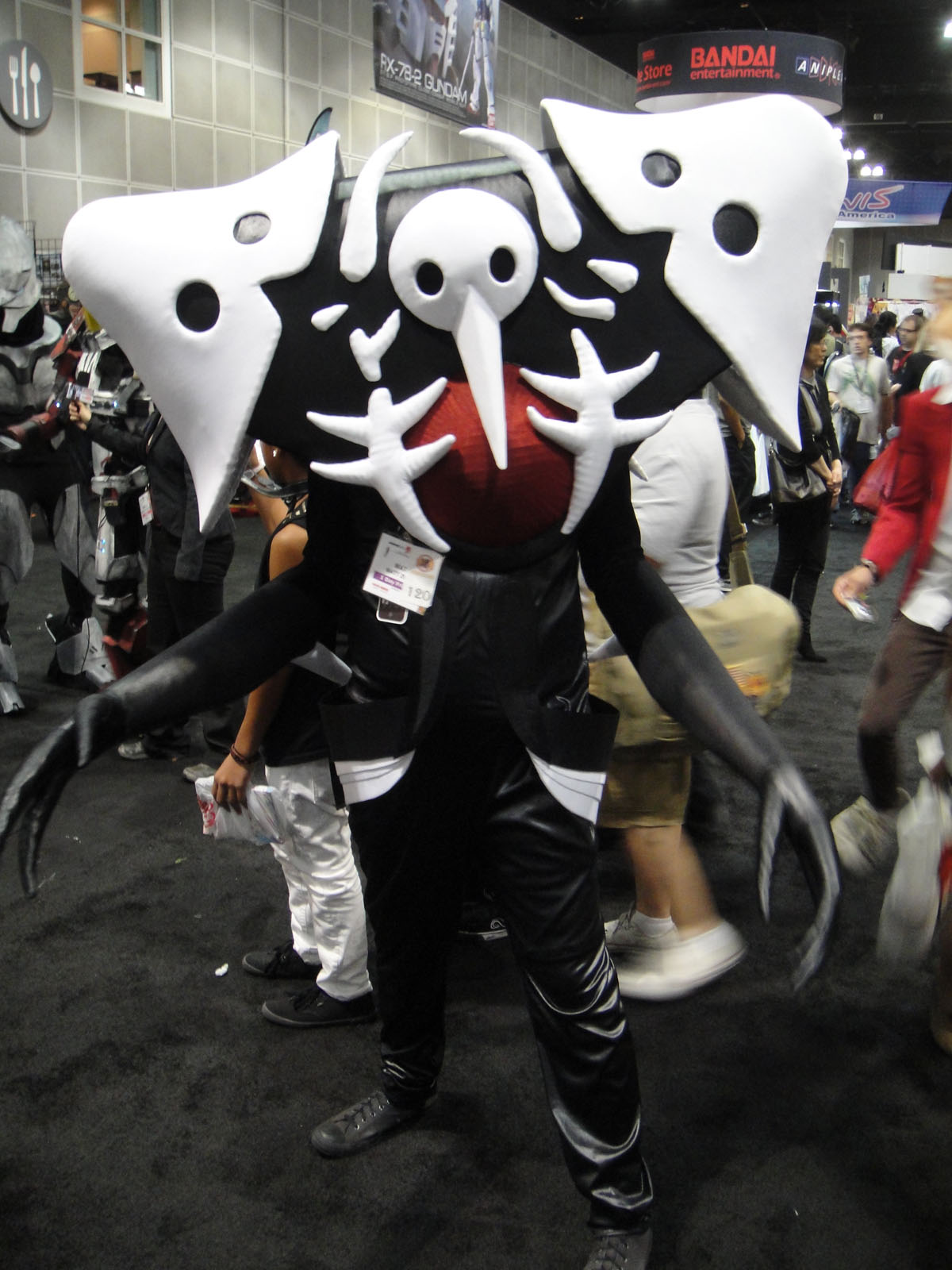
Cosplay Sachiela

Jego imię pochodzi od Anioła Wody (jap. 水の天使 Mizu no Tenshi), Sachiela (Osłaniający Boga). 

## Shamshel
Shamshel (jap. シャムシェル Shamusheru) jest czwartym Aniołem i drugim, który zaatakował Tokyo-3. Podczas lotu pozostaje w pozycji poziomej, a w czasie walki podnosi się w górę o 90 stopni. Posiada parę batów energetycznych, które łatwo przecinają obiekty, ale mogą także służyć jako macki do podnoszenia rzeczy. Shamshel zostaje zwyciężony, kiedy Jednostka 01 Shinji'ego zadała jej ciężką ranę w jądro nożem progresywnym. Podczas walki, kabel zasilający Evangeliona zostaje przerwany i Shinji pokonuje Anioła w ostatnich sekundach zasilania wewnętrznego. Małe uszkodzenia Shamshel pozwoliły uzyskać NERVowi kompletny okaz Anioła.
Imię Shamshel pochodzi od imienia Anioła Poranka (jap. 昼の天使 Hiru no Tenshi), Shamsiela (Słońce Boga), któremu według Kabały, Bóg rozkazał chronić Eden po tym, jak Adam i Ewa zostali wygnani.

## Ramiel

Ramiel przyjmuje kształt niebieskiego ośmiościanu foremnego

Piąty Anioł, Ramiel (jap. ラミエル Ramieru), ma kształt ośmiościanu foremnego. Próbuje przebić się przez pancerne warstwy otaczające GeoFront. Ramiel jest zdolny do obrony przed działem protonowym, kierując jego promień na inne obiekty. Posiada on także bardzo silne Pole AT. Zostaje on zniszczony przez Shinjiego i jego Jednostkę 01 (we współpracy z Rei i jej Jednostką 00) przy użyciu działa pozytonowego wypożyczonego od Japońskich Sił Zbrojnych, zasilanego prądem z całej Japonii. 
Jego imię pochodzi od imienia Anioła Grzmotu (jap. 雷の天使 Kaminari no Tenshi), Ramiela (Wywyższony przez Boga)

## Gaghiel
Szósty Anioł, Gaghiel (jap. ガギエル Gagieru), jest jedynym Aniołem walczącym na morzu. Gaghiel ma wygląd prehistorycznego stworzenia podobnego do ryby, i nie posiada żadnego uzbrojenia oprócz ostrych zębów. Zaatakował on flotę ONZ, ponieważ Ryoji Kaji miał wtedy ze sobą embrion Adama. Po zniszczeniu około jednej trzeciej floty ONZ, został zabity przez Jednostkę 02 (pilotowaną przez Asukę i Shinji'ego). 
W mandze walka z Gaghielem jest niemal całkowicie pominięta – bohaterowie oglądają jedynie nagranie z walki, w której uczestniczyła tylko Asuka i która pokonała Anioła w kilkanaście sekund.
Jego imię pochodzi od Anioła Ryb (jap. 魚の天使 Sakana no Tenshi), Gaghiela (Rycząca Bestia Boga).

## Israfel
Siódmy Anioł, Israfel (jap. イスラフェル Isuraferu),  ma zdolność do podziału na dwie części, każdą ze swoim własnym jądrem, które używają zsynchronizowanych ataków i otaczają przeciwnika. Kiedy zostaje po raz pierwszy zaatakowany przez Jednostkę 01 i 02, Asuka rozcina Anioła na połowy, co powoduje jego podział; Evangeliony zostają pokonane. ONZ decyduje się użyć Bomby N² i niszczy 28% ciała Israfela kosztem widocznej zmiany krajobrazu. Anioł zostaje w końcu zabity przez skoordynowany atak Shinji'ego i Asuki. Israfel ma parę ostrych pazurów, może używać też słabej wiązki energii. Jego Pole AT jest słabsze od pozostałych Aniołów. Tak jak Sachiel, Israfel ma twarz zakrytą maską z kości. Dwie połowy anioła określane są jako alfa i beta (jap. 甲と乙 Kou to Otsu), na twarzy każdej z nich jest krąg z trzema otworami tworzącymi trójkąt.
Jego imię pochodzi od Anioła Muzyki (jap. 音楽の天使 Ongaku no Tenshi).

## Sandalphon
Ósmy anioł, Sandalphon (jap. サンダルフォン Sandarufon), zostaje znaleziony w stanie embrionalnym głęboko w wulkanie. Asuka zostaje wysłana aby go schwytać, używając specjalnej klatki elektromagnetycznej. Jednostka 02 została na tę misję wyposażona w kombinezon typu D (odporny na wysoką temperaturę i ciśnienie). Jednak Anioł budzi się i szybko rozwija się do formy dojrzałej.Po jej osiągnięciu Anioł jest w stanie otworzyć paszczę w gorącej lawie, jest też odporny na wysokie ciśnienie. Zostaje pokonany przez Asukę, która używa systemu chłodzenia swojego kombinezonu (zainspirowana wcześniejszą konwersacją z Shinjim o rozszerzalności cieplnej), z pomocą noża Jednostki 01, który Shinji podaje Asuce.
Sandalphon nosi imię Anioła Nienarodzonych Dzieci (jap. 胎児の天使 Taiji no Tenshi), którego obowiązkiem było dostarczać modlitwy Bogu.
Według komentarza do 10 odcinka zawartego w Edycji Platynowej, Sandalphon został zaprojektowany bazując na kambryjskim wodnym drapieżniku – gatunku Anomalocaris.

## Matariel
Dziewiąty Anioł, Matariel (jap. マトリエル Matorieru), jest jedynym, który zostaje pokonany za pomocą broni palnej Evangelionów. Wygląda jak ogromny pająk z wieloma „oczami”, które próbują przepalić tunel prowadzący bezpośrednio do GeoFrontu żrącą wydzieliną. Pojawia się podczas awarii zasilania w Tokyo-3, spowodowanej przez nieznanych sprawców. Zostaje pokonany przez wspólną akcję trzech Evangelionów: Jednostki 00, 01 i 02, wszystkich zasilanych z wewnętrznych źródeł energii.
Jego imię pochodzi od Anioła Deszczu (jap. 雨の天使 Ame no Tenshi).

## Sahaquiel
Dziesiąty Anioł, Sahaquiel (jap. サハクィエル Sahakwieru), pojawia się na orbicie ziemskiej. Zrzuca części swojego ciała na Ziemię, cały czas poprawiając swoją celność i przymierzając się do samobójstwa, które całkowicie zniszczyłoby kwaterę NERVu i całe Tokyo-3. Ma on zdolność używania impulsu elektromagnetycznego, dzięki któremu potrafi zakłócić łączność. Zostaje pokonany, kiedy Pola AT generowane przez wszystkie trzy Evy przechwytują go i niszczą jego Pole AT.
Sahaquiel znaczy „Pomysłowość Boga” i jest imieniem Anioła Nieba (jap. 空の天使 Sora no Tenshi).

## Iruel
Jedenasty Anioł, Iruel (jap. イロウル Irouru), złożony jest z wielu części w nanoskali. Potrafi ewoluować, adaptując się do nowych warunków i "poruszać się" przez reprodukcję na poziomie komórkowym. Pojawia się w pomieszczeniu, gdzie testowane są Evangeliony, głęboko w GeoFroncie. Używa zdobytej wiedzy do przeniknięcia do systemów obronnych komputerów MAGI. Kiedy jest w środku, inicjuje procedurę samoniszczącą komputer, jednak zostaje spowolniony do tego stopnia, że Ritsuko i Mayi udaje się wywołać samozniszczenie Anioła.
Jego imię pochodzi od imienia Anioła Strachu (jap. 恐怖の天使 Kyōfu no Tenshi).

## Leliel
Dwunasty Anioł, Leliel (jap. レリエル Rerieru), składa się z unoszącej się kuli w białe i czarne pasy (trójwymiarowego cienia) i ciemnego koła na ziemi, które jest grube na zaledwie kilka nanometrów, ale pokrywa dużą przestrzeń (jego dwuwymiarowego ciała; bohaterowie serialu instynktownie mylą cień z ciałem i na odwrót). Leliel przesuwa swoje ciało pod Jednostkę 01, zaraz po tym jak Shinji próbuje zaatakować jego cień, co powoduje, że Jednostka 01 „topi się” w nim. Według Ritsuko ciało Anioła jest Morzem Diraca. Naukowcy NERVu twierdzą, że nie ma już ratunku dla Jednostki 01 i Shinji'ego i decydują się na zrzucenie na niego wszystkich pozostałych 992 bomb N². Jednak zaraz po tym, jak Shinji'emu kończy się zapas tlenu, Jednostka 01 przechodzi w tryb „berserk” i z wielką siłą wyrywa się z cienia Anioła, zabijając go.
Jego imię ("Szczęki Boga") pochodzi od imienia Anioła Nocy (jap. 夜の天使 Yoru no Tenshi).

## Bardiel
Trzynasty Anioł, Bardiel (jap. バルディエル Barudieru), infekuje Jednostkę 03 przychodząc w postaci chmury. Infekcja ujawnia się podczas aktywacji Evangeliona w Matsushiro, kiedy Anioł przejmuje kontrolę nad Jednostką 03. Bardiel potrafi wydłużyć ramiona EVY nawet do rozmiaru jej dwukrotnej wysokości. Podczas ucieczki Anioła z Mastsushiro Misato zostaje ranna. Katapultacja Entry Plugu Evy 03 jest niemożliwa z powodu sieci narośli na plecach Jednostki. Eva 03 unieszkodliwia Jednostkę 02 i uszkadza Jednostkę 00 po nieudanej próbie zainfekowania jej. Shinji, pilotując Jednostkę 01, nie chce walczyć z jednostką, w której środku znajduje się człowiek. Gendo Ikari rozkazuje aktywowanie Dummy Plugu Jednostki 01, co wywołuje berserk Evangeliona i kompletne zniszczenie Jednostki 03. Zabija to Anioła i ciężko rani pilota Jednostki 03. Kiedy Shinji dowiaduje się, że tym pilotem był jego przyjaciel, Suzuhara Toji, po raz drugi rezygnuje z pilotowania Evy i chce wystąpić z NERVu.
Jego imię pochodzi od Barachiela („Upokorzony Syn Boga”), Anioła Mgły (jap. 霞の天使 Kasumi no Tenshi).

## Zeruel
Czternasty Anioł, Zeruel (jap. ゼルエル Zerueru), jest jednym z najlepiej przygotowanych do walki. W krótkim czasie powoduje wyraźne uszkodzenia w jednostkach 00 i 02. Tak jak u Sachiela i Israfela, „twarz” u Zeruela to kościana maska, przypominająca zdeformowaną czaszkę z ustami w kształcie litery 'H'. Anioł pojawia się jako unoszące się stworzenie, tak duże jak Evy, ale bez „ludzkich” kończyn. zamiast nich używa składających się, wyglądających jak folia „rąk” jako rozciągliwej broni. Używa także potężnej wiązki energii (która przyjmuje formę krzyża) aby dostać się do kwatery NERVu. Anioł ten wchodzi do GeoFrontu i niemal całkowicie niszczy centrum dowodzenia po pokonaniu Jednostki 02, której wcześniej odcina ręce i głowę, i Jednostki 00, która próbuje dokonać samozniszczenia w intencji unieszkodliwienia Anioła używając bomby N². Zeruel jest w stanie przetrwać atak Evy 00 dzięki rozciągliwej błonie chroniącą jego jądro. Zostaje zatrzymany przez Jednostkę 01 podczas jej berserku, kiedy ona przyłącza sobie jedną z rąk anioła po utracie własnej. Zeruel wtedy atakuje Evę 01 drugą ręką, która zostaje kompletnie zniszczona i rzucona w niego, przecinając Pole AT i ciało Anioła. Jednostka 01 zaczyna wtedy pożerać ciało Zeruela pochłaniając jego Moduł S², zapewniając sobie niezależne źródło energii. 
Jego imię („Ręka Boga”) pochodzi od imienia Anioła Siły (jap. 力の天使 Chikara no Tenshi).

## Arael
Piętnasty Anioł, Arael (jap. アラエル Araeru), atakuje z kosmosu, spoza zasięgu wszelkiej wojskowej broni konwencjonalnej. Posiada białą, świecącą formę, a większość jego ciała to wielkie skrzydła. Atakuje on Jednostkę 02 falą energii podobną do Pola AT, która ukazuje się jako wiązka jasnego, białego światła. Wiązka bezpośrednio wpływa na umysł Asuki, powodując doświadczenie przez nią koszmaru dotyczącego śmierci jej matki i jej antyspołecznego usposobienia. Trauma powoduje, że Asuka wpada w stan depresyjny i traci synchronizację z EVĄ. Rei zabiera Włócznię Longinusa z klatki piersiowej Lilith w Terminal i wyrzuca ją w stronę Anioła. Włócznia niszczy Anioła, ale osiąga prędkość ucieczki i osiada na Księżycu. Pozostaje tam do wydarzeń ukazanych w End of Evangelion.
Jego imię („Wzrok Boga”) pochodzi od imienia Anioła Ptaków (jap. 鳥の天使 Tori no Tenshi).

## Armisael
Szesnasty Anioł, Armisael (jap. アルミサエル Arumisaeru), pojawia się jako świecący torus, unoszący się w powietrzu. Przed walką przyjmuje strukturę podwójnej helisy którą rozwija do pojedynczej nici w trakcie walki. Anioł próbuje fizycznie połączyć się z Jednostką 00 i nawiązuje kontakt z jej pilotem, Rei. Rei dokonuje samozniszczenia Evangeliona, aby zapobiec połączeniu się Anioła z Jednostką 01.
Jego imię pochodzi od Anioła Łona (jap. 子宮の天使 Shikyū no Tenshi).

## Tabris
Tabris (jap. タブリス Taburisu), siedemnasty Anioł, przyjmuje formę piętnastoletniego chłopca – Nagisy Kaworu. Jak inne Anioły, "narodził się z Adama" i został wysłany do NERVu przez SEELE jako "Piąte Dziecko" mające zastąpić Asukę jako pilota Jednostki 02. W Tokyo-3 Kaworu szybko nawiązuje przyjaźń z Shinjim. 
Tabris potrafi ustawić swój wskaźnik synchronizacji na wybranym poziomie, tak długo, jak długo jego dusza jest silniejsza od duszy Evangeliona. Posiada on również duże zdolności psychokinetyczne, pozwalające mu latać. Ma on najsilniejsze Pole AT ze wszystkich Aniołów, które przybyły do Tokyo-3. 
Tabris zewnętrznie aktywuje Jednostkę 02, bez źródła zasilania i zabiera ją ze sobą jako swojego strażnika, podczas gdy on wchodzi do Terminal Dogma, poszukując Adama. Odkrywa jednak, że znajduje się tam nie Adam, a Lilith. Kaworu prosi podążającego za nim w Jednostce 01 Shinji'ego, aby ten go zabił, żeby zapobiec wywołaniu Trzeciego Uderzenia. Po długim wahaniu Shinji niechętnie godzi się, i zabija Kaworu poprzez (prawdopodobnie) dekapitację (w następnej scenie głowa Anioła wpada do krwi Lilith/płynu LCL).
Jego imię pochodzi od imienia Anioła Wolnej Woli (jap. 自由の天使 Jiyū no Tenshi) i jako imię z konwencji teoforycznej z 'Jah', jest wyjątkiem od innych Aniołów, mających imiona z konwencji teoforycznej z 'El'.

## Lilim (Ludzkość)
Osiemnasty Anioł, Lilim (jap. リリン Ririn), według Misato w The End of Evangelion jest ludzkością. Tej nazwy używa również Tabris, mówiąc o ludziach, w odniesieniu do ich przodka, Lilith. Jako spadkobiercy Lilith, Lilim posiedli owoc z Drzewa Wiedzy, które jest źródłem ich inteligencji i technologii, podczas gdy Anioły, spadkobiercy Adama, posiadły owoc z Drzewa Życia (stąd ich zadziwiające zdolności takie jak szybka regeneracja czy nieśmiertelność). Tak jak Anioły, Lilim posiadają pola AT, ale w przeciieństwie do nich nie mogą ich manifestować wizualnie, pola AT Lilim oddzielają ich od siebie, tworząc indywidualność tożsamości. W mandze, Misato mówi Shinjiemu, że ludzie to osiemnasty anioł, narodzony z Lilith, ale nie na Ziemi.
"Lilim” (liczba mnoga od słowa „lili”) są posłańcami Oszustwa i Śmierci. 18 to numeryczna wartość hebrajskiego słowa „chai”, które oznacza „życie”.